# Casa degli Eustachi
La Casa degli Eustachi est un palais médiéval à Pavie en Lombardie.

## Histoire
La maison Eustachi est située dans l'ancien quartier de Porta Calcinara, près de la rive du Tessin. La famille Eustachi, d'origine populaire et destinée au trafic fluvial, est devenue au XIVe siècle, travaillant pour les Visconti, l'une des principales familles de la ville, à tel point que Pasino Eustachi est devenu, sous Jean Galéas Visconti puis de Philippe Marie Visconti, capitaine de la flotte Visconti et défait la flotte vénitienne sur le Pô lors de l'importante bataille de Crémone en 1431,. La maison date du début du XVe siècle et est construite autour d'une petite cour intérieure. Aujourd'hui, il reste deux bâtiments en forme de "L" de la structure, mais on suppose qu'elle était beaucoup plus grande. Casa Eustachi abrite aujourd'hui l'Université du Troisième Âge.

## Architecture
Le bâtiment a un « L » planimétrique avec le côté le plus long à l'ouest et le côté le plus court au nord, le long de la rue principale. L'ensemble du complexe se compose d'un rez-de-chaussée (auquel est accolé le jardin dans la partie arrière du bâtiment) et d'un premier étage. Le rez-de-chaussée se compose de deux grandes pièces aux plafonds à caissons en bois; l'une des salles est éclairée par une grande fenêtre gothique; la première salle est accessible depuis l'entrée principale (sur via porta Pertusi), composée d'un portail gothique en arc avec un anneau richement décoré de motifs végétaux en terre cuite et surmonté d'un carreau, décoré de motifs géométriques rhomboïdaux, qui devait abriter le manteau de bras de la famille. Même la grande colonne cylindrique, qui supporte les deux arcs surbaissés du portique, surmontée d'un chapiteau cubique, apparaît comme un élément architectural lié à la tradition de construction romane éprouvée. Si la permanence de la langue gothique tardive s'est poursuivie dans la région de Pavie, et plus généralement en Lombardie, tout au long du XVe siècle, il est également vrai que la configuration planimétrique de l'édifice et la facture raffinée des éléments architecturaux qui le composent le bâtiment sont à considérer comme des personnages de la modernité. Dans le cas de la Casa degli Eustachi, l'étude de l'architecture du début du XVe siècle a donné des résultats d'un intérêt considérable grâce à l'intégrité des organismes vivants qui n'ont pas subi de modifications ou d'amalgamations ultérieures,.